# Ондзюку
Ондзюку (яп. 御宿町 Ондзюку-мати) — посёлок в Японии, находящийся в уезде Исуми префектуры Тиба. Площадь посёлка составляет 24,92 км², население — 7519 человек (1 августа 2014), плотность населения — 301,73 чел./км².

## Географическое положение
Посёлок расположен на острове Хонсю в префектуре Тиба региона Канто. С ним граничат города Исуми, Кацуура.

## Население
Население посёлка составляет 7519 человек (1 августа 2014), а плотность — 301,73 чел./км². Изменение численности населения с 1980 по 2005 годы:
| 1980 | 8486 чел. |  |
| 1985 | 8267 чел. |  |
| 1990 | 7939 чел. |  |
| 1995 | 8129 чел. |  |
| 2000 | 8019 чел. |  |
| 2005 | 7942 чел. |  |